# Neocranaphis arundinariae
Neocranaphis arundinariae är en insektsart. Neocranaphis arundinariae ingår i släktet Neocranaphis och familjen långrörsbladlöss. Inga underarter finns listade i Catalogue of Life.